# Рудгауз (Іллінойс)
Рудгауз (англ. Roodhouse) — місто (англ. city) в США, в окрузі Ґрін штату Іллінойс. Населення — 1578 осіб (2020).

## Географія
Рудгауз розташований за координатами 39°29′3″ пн. ш. 90°22′27″ зх. д. / 39.48417° пн. ш. 90.37417° зх. д. (39.484053, -90.374035).  За даними Бюро перепису населення США в 2010 році місто мало площу 2,92 км², уся площа — суходіл.

## Демографія
Згідно з переписом 2010 року, у місті мешкало 1814 осіб у 778 домогосподарствах у складі 483 родин. Густота населення становила 621 особа/км².  Було 926 помешкань (317/км²).
Расовий склад населення:
| - 98,3 % — білих - 0,5 % — чорних або афроамериканців - 0,1 % — корінних американців - 0,1 % — азіатів |

До двох чи більше рас належало 0,9 %. Частка іспаномовних становила 0,3 % від усіх жителів.
За віковим діапазоном населення розподілялося таким чином: 23,3 % — особи молодші 18 років, 60,1 % — особи у віці 18—64 років, 16,6 % — особи у віці 65 років та старші. Медіана віку мешканця становила 39,2 року. На 100 осіб жіночої статі у місті припадало 98,3 чоловіків;  на 100 жінок у віці від 18 років та старших — 95,9 чоловіків також старших 18 років.
Середній дохід на одне домашнє господарство  становив 42 117 доларів США (медіана — 31 840), а середній дохід на одну сім'ю — 48 142 долари (медіана — 37 109). Медіана доходів становила 41 761 долар для чоловіків та 25 192 долари для жінок. За межею бідності перебувало 22,0 % осіб, у тому числі 32,3 % дітей у віці до 18 років та 13,2 % осіб у віці 65 років та старших.
Цивільне працевлаштоване населення становило 765 осіб. Основні галузі зайнятості: освіта, охорона здоров'я та соціальна допомога — 22,0 %, виробництво — 20,4 %, роздрібна торгівля — 11,9 %, науковці, спеціалісти, менеджери — 8,0 %.